# Peplidium aithocheilum
Peplidium aithocheilum är en gyckelblomsväxtart som beskrevs av W.R. Barker. Peplidium aithocheilum ingår i släktet Peplidium och familjen gyckelblomsväxter. Inga underarter finns listade i Catalogue of Life.